# 苗语川黔滇方言
西部苗語（West Hmongic languages），中華人民共和國稱為苗语川黔滇方言，是苗语的重要分支之一，和布努语接近。主要分布在中華人民共和國四川、贵州、云南三省，以及老挝、越南、泰国。说这种方言的人口有300多万。分为七个次方言。英國傳教士柏格理在1905年借用拉丁字母和苗族服飾上的圖案爲以貴州威寧石門坎代表的滇東北次方言創造了柏格理苗文，中华人民共和国成立后政府于1950年代组织学者为川黔滇次方言和滇东北次方言创制了拉丁字母苗文。老挝和美国另有一套苗文（Romanized Popular Alphabet）。

## 划分
王辅世（1985）把该方言分为七个次方言，若干个土语。王辅世、毛宗武（1995）和李云兵（2000）又补充了一些较小的土语。以下国内人数根据王、毛（1995）和李（2000）。
1. 川黔滇次方言，200多万人，其中位於中國国内者150万人
  1. 第一土語(lol Hmongb) cqd，国内140万人，包含白苗mww、青苗hnj等方言。[1]王、毛（1995）认为，越南、老挝、泰国等国的苗族基本都说川黔滇次方言第一土语。海外苗族有100多万人。
  2. 第二土語，又称小花苗 sfm，8万4000人
  3. 第三土语，3000人
2. 滇東北次方言 (ad Hmaob lul) ，又称大花苗 hmd，30万人
3. 貴陽次方言，19万人
  - 北部土語 huj，8万4000人
  - 西南土語 hmg，7万人
  - 南部土語 hmy，2万8000人
  - 西北土语，6000人
  - 中南土语，4000人
  - ? 麻标语
4. 惠水次方言，18万人
  - 北部土語 hmi，7万人
  - 西南土語 hmh，5万6000人
  - 中部土語 hmc，4万人
  - 東部土語 hme，1万4000人
5. 麻山次方言，14万人
  - 中部土語 hmm，7万人
  - 北部土語 hmp，3万5000人
  - 西部土語 hmw，1万4000人
  - 南部土語 hma，1万人
  - 东南土语，4000人
  - 西南土语，4000人
6. 罗泊河次方言hml，6万人
7. 重安江次方言 hmj，又称革家语，6万人
8. 平塘次方言，2万多人
  - 东部土语，4000多人
  - 北部土语，1万1000人
  - 南部土语，6000人
  - 西部土语，3000人

ISO 639-3语言代码还设有角角苗hrm、汉苗hmz、越南苗hmv、hmf等方言，都属于川黔滇次方言。
鲜松奎（1997）提出了另一种划分方案，把川黔滇方言分为川黔滇、麻山、罗泊河三个次方言，把七分法中的滇东北、贵阳、惠水、重安江四个次方言都合并到川黔滇次方言。鲜松奎的方案没有被普遍接受。

## 语音
川黔滇方言的特点是，塞音声母有完整的鼻冠音系统，普遍在平调（1、2调）之后发生连读变调现象（重安江次方言除外）。